# Тала (приток Суры)
Тала — река в России, протекает по Инзенскому району Ульяновской области. Правый приток Суры.

## География
Река Тала берёт начало неподалёку от села Чамзинка. Течёт на север и впадает в Суру у села Новосурск. Устье реки находится в 393 км по правому берегу реки Сура. Длина реки составляет 32 км, площадь водосборного бассейна — 232 км².

## Данные водного реестра
По данным государственного водного реестра России относится к Верхневолжскому бассейновому округу, водохозяйственный участок реки — Сура от Сурского гидроузла и до устья реки Алатырь, речной подбассейн реки — Сура. Речной бассейн реки — (Верхняя) Волга до Куйбышевского водохранилища (без бассейна Оки).
Код объекта в государственном водном реестре — 08010500312110000036883.